# Caridad de la Luz
Caridad De la Luz (21 de enero de 1977), a.k.a. "La Bruja" es una poetisa, actriz, cantante, rapera, performer, y activista estadounidense- portorriqueña.

## Biografía
De la Luz, cuyos padres se mudaron a la ciudad de Nueva York desde Puerto Rico, es originaria y creció en el South Bronx. Allí también recibió su educación primaria y media. Como una niña, siempre estaba rodeada de los sonidos de la música de salsa, ya que ella vivía en una sección también conocida como "El Condado de la Salsa" (Salsa County). De la Luz, que a menudo prepara programas para su familia, imitando a sus cantantes de salsa favoritos Celia Cruz y de Celina González. También disfrutó de la escritura, especialmente la poesía. Se graduó con honores de la Murry Bergtraum High School con especialización en secretariado.

## Debut:Boogie Rican Blvd.

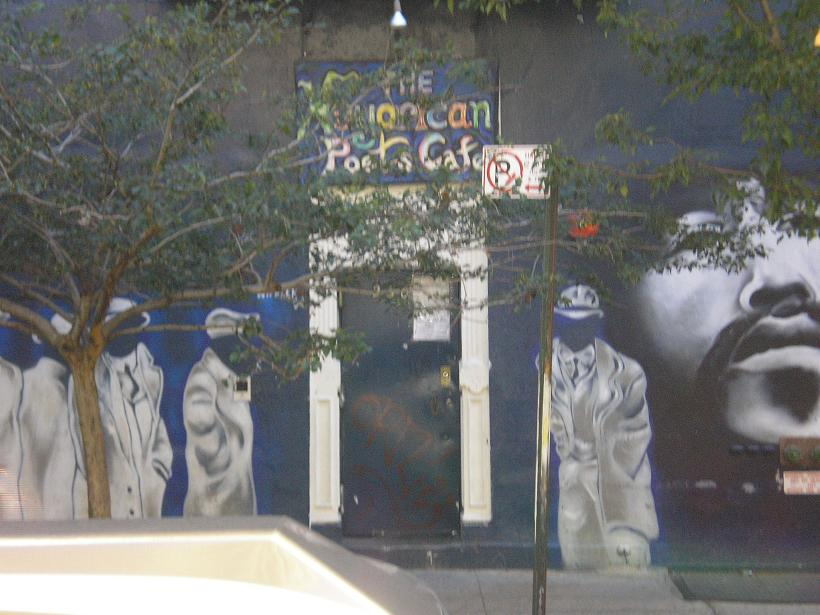
Nuyorican Poets Café.

De la Luz hizo su debut como artista en 1996, cuando hizo su presentación en el Nuyorican Poets Café de Nueva York. El Café es conocido como un lugar donde muchos poetas consiguieron su primer encuentro frente a una audiencia en vivo. Entre los que se han realizado así, están: Miguel Piñero, Pedro Pietri, Edwin Torres. Su unipersonal de una mujer "Boogie Rican Blvd." se traza la vida de una persona en Puerto Rico desde el Bronx a Puerto Rico. Combina personajes, poesía, fotografía y música. Su espectáculo fue un éxito y no pasó mucho tiempo antes de que estuviera de gira, presentando su espectáculo en diferentes ciudades de Estados Unidos, Europa, y América Latina.
En 1998, participó en un papel sin acreditar como bailarina en la película Dance with Me, con el estrellato de Vanessa L. Williams, y de Chayanne. Y ya en 2000, De la Luz realizó su película debut como "Cuca" en la película de Spike Lee: Bamboozed.
En octubre de 2001, "Boogie Rican Blvd." hizo su debut off-Broadway en el "The Producers Club" y más tarde en "La Téa Theater". Entre las otras obras de teatro en las que ha participzado, son: "Ubu Unchained", "El Spanglish language Sandwich" de Pedro Pietri; y "Women Like This" un Festival de hip hop hecho en Suiza.
En 2002, De la Luz hizo una lectura titulada "WTC" (World Trade Center) simplemente mediante la utilización de las tres letras de la sigla histórica que recuerda a la audiencia en el programa "Def Poetry Jam", de Russell Simmon, por HBO, donde la complejidad son los acontecimientos del 11-S, y seguirán siendo. Ese mismo año, también participó en el "Hip Hop de la Esperanza" de HBO.
Sus poemas han sido publicados en revistas como Shout, Vibe, Source, AWOL, Urban, y Stress Magazines, El Vocero, El Centro (revista del Hunter College).

## Carrera en el cine
En 2004, jugó el rol de "Lucy" en el filme Down to the Bone; y en 2005 interpretó a una novia psicópata que utiliza la brujería en la comedia hispana El Vacilón. En la serie del History Channel Witch Hunt (Caza de Brujas), fue elegida como "Tituba". HBO Latino la reclutó para su serie "Habla", y ella lanzó un álbum con su propio sello discográfico "De La Luz Records", titulado "Brujalicious", una mezcla de latino con tintes de hip hop y de reguetón.

## Actualidad
De la Luz que es madre de dos hijos, enseña un taller llamado "¿Cómo puedo cambiar el mundo" para el Programa Tutorial de East Harlem y actualmente está enseñando un taller de escritura llamada "Escribe tu manera representando Voces Ininterrumpidas" (una organización de la que es miembro de la Junta
Ejecutiva), YAFFA, y su propia organización: Latinas 4 Life.
Durante su tiempo libre le gusta cantar, bailar y viajar a Puerto Rico. Ella aparece en publicidad, como una vocero de Jeans Levis en una campaña de prensa a nivel nacional que se ve en las revistas Glamour, Entertainment Weekly, Us Weekly, y Marie Claire. En 2005, De la Luz fue seleccionada por la revista en castellano de Nueva York El Diario La Prensa como una de las cincuenta más destacadas latinas en los Estados Unidos.

## Honores

### Epónimos
- 1994: banda mexicana de heavy metal La Bruja, debutando en un festival de rock local.[5]